# EX-Pollution
EXP steht für EX-Pollution (engl. ohne Verschmutzung). Es ist die Bezeichnung für eine ökologische maschinenwaschbare Ausrüstung der Wollfaser. Ohne Ausrüstung verfilzen Textilien aus Wolle vor allem beim Waschen in der Waschmaschine. Durch die EXP-Ausrüstung wird die Wollfaser einer chlorfreien Vorbehandlung unterzogen und kann in der Maschine gewaschen werde. EXP erfüllt dabei den Waschstandard TM31 mit 5x5A. Das neue EXP 4.0 – Verfahren ist für den Trockner geeignet (TEC) und hat mehrere Innovations- und Nachhaltigkeitspreise gewonnen.  Die bisher marktdominierenden Verfahren, wie z. B. das Hercosett-Verfahren arbeiten auf Chlor-Basis. Somit sind Waren, die aus EXP ausgerüsteten Fasern oder Garnen hergestellt werden, ökologisch, umweltfreundliche und maschinenwaschbar. Der beim Chlor-Verfahren sonst üblich Eintrag von AOX in die Umwelt und auf das Textil, wird durch das EXP-Verfahren vermieden. Darüber hinaus ist das EXP-Verfahren wesentlich energiesparender und in Summe umweltschonender als die technisch aufwändigeren Alternativverfahren. EXP ist als einziges Wollausrüstungsverfahren nach dem Bluesign Standard, Global Organic Textile Standard, Europäisches Umweltzeichen und Öko-Tex Standard 100 zertifiziert. Im Jahr 2013 wurde das EXP-Verfahren aufgrund seiner überzeugenden Nachhaltigkeit mit dem „Goldenen Outdoor-Award“ der Outdoor-Messe (Friedrichshafen) ausgezeichnet.
Einzelnachweise
- T. Bechtold, A. Mahmud-Ali, J.Sikory, M. Riehl, M. Krüger: Chlorine free superwash finish of wool - New standard becomes to technical reality. Melliand International 4/2012. S. 237 ff.

Siehe auch: Spinnen, Kammgarn, Textilausrüster, Textilveredelung, Textiltechnik, Kategorie:Textiltechnik